# Adwoa Aboah
Adwoa Caitlin Mariah Aboah (Westminster, 18 maggio 1992) è una modella e attivista britannica, ha posato per le copertine di American Vogue, Vogue Italia, Vogue Polonia, Time e i-D. È la fondatrice di Gurls Talk.

## Biografia
Adwoa Aboah è nata a Westminster, Londra. Suo padre, Charles Aboah, è un location scout ghanese mentre sua madre, Camilla Lowther, è un'agente fotografica, discendente del Conte di Lonsdale. È la sorella maggiore di Kesewa Aboah e cugina di secondo grado di Matilda Lowther, entrambe modelle.
Si è laureata alla Brunuel University in Modern Drama nel 2013.
Adwoa Aboah ha sfilato e posato per diverse case di moda, fra le quali Calvin Klein, Fendi, DKNY, Kenzo, Erdem, Chanel, Karl Lagerfield, Versus (Versace), Topshop e Fenty x Puma. 
Nel 2013 ha fondato l'agenzia di moda AAMØ Casting con l'amica e casting director Madeleine Østlie.
Nel 2017 è stata nominata "Donna dell'anno" dalla rivista British GQ e ha debuttato a Hollywood recitando accanto a Scarlett Johanson nel film Ghost in the Shell di Rupert Sanders. Dopo aver sofferto di depressione, Aboah ha fondato Gurls Talk, un'organizzazione senza fini di lucro che si occupa di promuovere la salute mentale femminile e offre una piattaforma in cui le adolescenti e le adulte, anche di genere non binario, possono discutere liberamente di problemi legati alla psiche. L'anno successivo è stata ritratta sulla copertina del Time Magazine (maggio 2018), che l'ha definita una delle "Leader della prossima generazione".
Nel 2018 Aboah è stata inserita nella lista delle migliori 50 modelle stilata dal sito models.com; lo stesso anno ha preso parte alla pubblicità di Revlon's PhotoReady Insta-Filter™ Foundation; inoltre, la duchessa Meghan del Sussex, in qualità di guest editor della rivista British Vogue, l'ha scelta assieme ad altre quattordici donne per la copertina della rivista.
Il 6 marzo 2019 Mattel ha celebrato il sessantesimo anniversario della creazione della Barbie con venti bambole ispirate ad altrettante donne che si sono distinte in diversi ambiti, fra le quali Yara Shahidi, Naomi Ōsaka e Adwoa Aboah.
Nel 2020 Powerlist l'ha inclusa per la prima volta fra i 100 britannici di origine africana e afrocaraibica più influenti.
Nel 2021 è stata nominata "attivista global” di Rimmel London.

## Vita privata
Adwoa Aboah ha dichiarato di aver sofferto di depressione e di essere stata dipendente da alcol e droga. Dopo un periodo in un centro di disintossicazione, Aboah ha tentato il suicidio ed è stata quattro giorni in coma.
Ha avuto una relazione con il fotografo Tyrone Lebon.
Il nome Adwoa significa "nata di lunedì" e viene attribuita a tutte le bambine nate in quel giorno della settimana, secondo la tradizione Akan.

## Filmografia

### Cinema
- To Get Her, regia di Erica Dunton (2011)
- Ghost in the Shell, regia di Rupert Sanders (2017)

### Televisione
- Top Boy – serie TV, 6 episodi (2022 - incorso)
- Willow – serie TV (2022 - in corso)

### Cortometraggi
- Shrimps, regia di Oliver Hadlee Pearch e Max Weiland (2014)
- The Lonely Whale, regia di Sophie Tablet (2016)
- Sampha (No One Knows Me) Like the Piano, regia di Jamie-James Medina (2017)
- Fendi Peekaboo Campaign, regia di Luca Guadagnino (2022)

## Doppiatrici italiane
Nella versione in italiano di Ghost in the Shell è stata doppiata da Stella Gasparri. 

## Agenzie
Attualmente è rappresentata da:
- DNA Models (New York)
- VIVA Model Management (Parigi, Barcellona)
- TESS Management (Londra)